# 親不知漁港

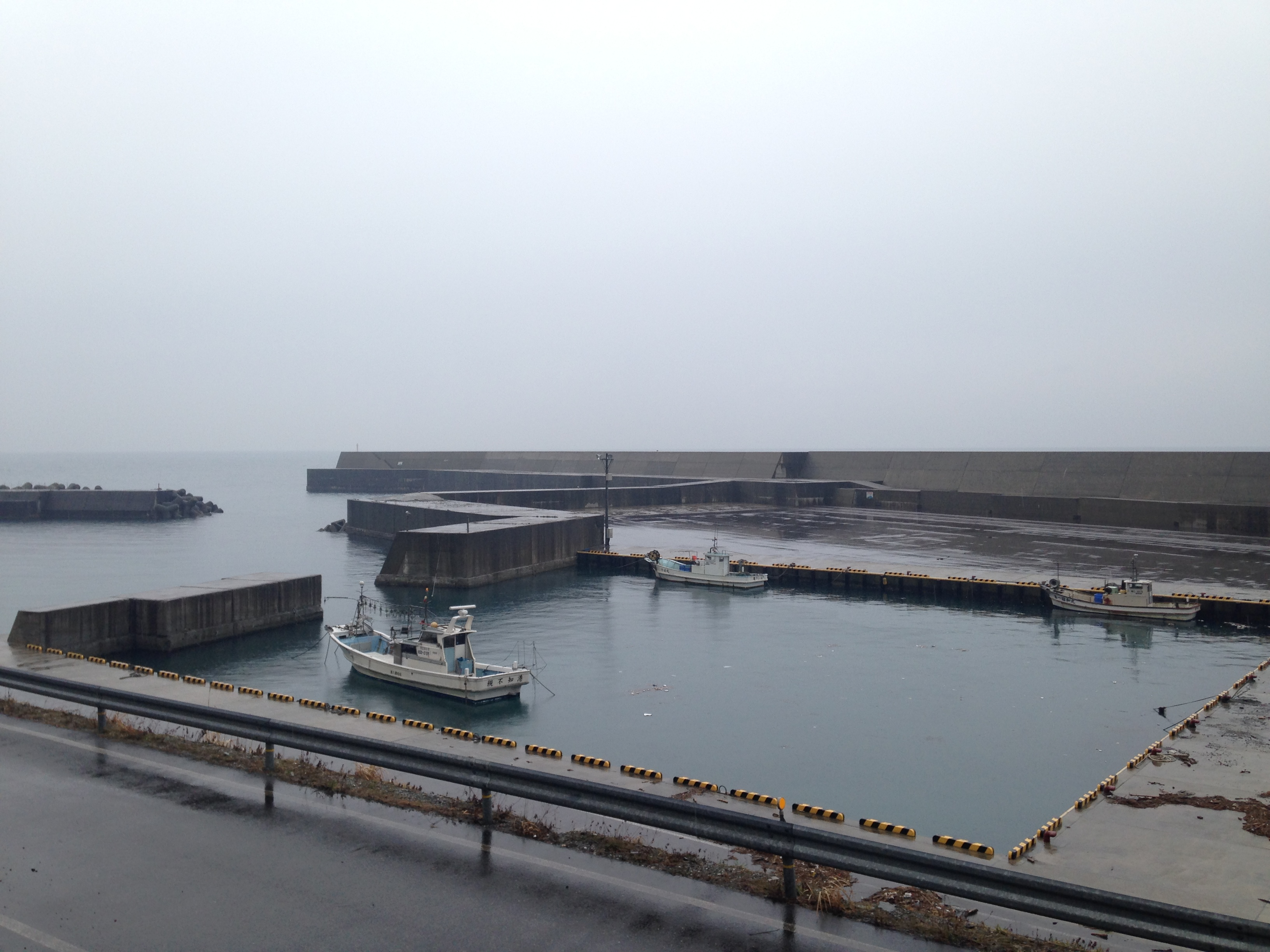
親不知漁港

親不知漁港（おやしらずぎょこう）とは、新潟県糸魚川市（上越地方）大字外波にある漁港である。

## 概要
当漁港の設置以前は大正時代末期に建設された当時の歌外波村村営の漁港が存在していたが、完成直後に冬季風浪のため大破している。
1977年に第1種漁港の指定を受けたことで第1 - 9次漁港整備計画が進められ、2002年度からは地域水産物供給基盤整備事業により整備が進められ、2010年度にほぼ完成した。2014年度には機能保全計画を策定し、性能が低下されていると診断された東護岸の改修を実施している。

## その他
釣れる魚
- クロダイ 40～45センチ
- スルメイカ 親不知沖 20センチ
- キジハタ 30センチ
- アジ 10センチ前後

## 周辺
- 道の駅親不知ピアパーク